# بامبي ثاغ
بامبي راي روبنسون (من مواليد 6 مارس 1993) مغنية وكاتبة أغاني أيرلندية، اشتهرت فنياً بإسم بامبي ثوغ عرفت يمزج عدة أنواع موسيقية، وصياغة مصطلحها الخاص، "ouija-pop"، موسيقها مستوحاة من مواضيع مختلفة، بما في ذلك الانفصال والسحر وإدمان المخدرات. تعتبر أول فنانة لاثنائي تمثل أيرلندا في مسابقة الأغنية الأوروبية 2024 بأغنية "Doomsday Blue". حظيت أغنية وروبنسون بتغطية إعلامية واسعة النطاق، خاصة وسائل الإعلام الأيرلندية المحلية، مما أثار الثناء والانتقادات من مختلف الشخصيات والمجموعات الأيرلندية. احتلت المركز السادس، لتصبح صاحب أعلى نتيجة في أيرلندا وسجلت أفضل نتيجة لها في المسابقة منذ عام 2000.